# Due pescatori siciliani raccontano la storia del Borgo di Dio
“chi conosce la Sicilia, sa che cosa significhi l’inerte passività della miseria. La superstizione ha condotto gli isolani della condizione più umile a una sorte di abdicazione di fronte alla vita. Perciò il Borgo di Dio è sempre desto a riscontrare, a dar nome, alle prime e più urgenti necessità della zona; ed a scoprire e proporre il modo di ovviarle, investigando ‘in loco’ la maniera più diretta di risolvere i problemi pratici della vita del paese. (…) Solamente la continua e amorosa presenza di questo gruppo, pronto sempre a scontare per tutti, valse a lunga scadenza a superare il muro delle riserve e a vincere il disagio di fronte alle cose nuove e a questo appassionato richiamo alla vita.”

(Giuseppe Ricca, Milano, 15 maggio 1954)
Due pescatori siciliani raccontano la storia del Borgo di Dio è il primo scritto di Grazia Honegger Fresco (Roma, 1929 - Castellanza, 2020), pedagogista italiana, allieva di Adele Costa Gnocchi e Maria Montessori, pubblicato nel 1954, edito da Edizioni Portomare. 
L’opera, in quaderno, si compone nella testimonianza, direttamente raccolta dall’autrice, della viva voce di Paolino Russo e di Toni Alia, entrambi pescatori locali di Trappeto, comune in provincia di Palermo in Sicilia, che narrano le vicende intorno all’esperienza del Borgo di Dio, dall’arrivo del sociologo, poeta ed educatore della nonviolenza, Danilo Dolci, sino agli ultimi giorni del 1953. 
I quaderni sono a cura di Giuseppe Ricca e questo volume rappresenta il primo. L'edizione è di 500 copie. 

## Trama
Il racconto ripercorre l’avventura di Danilo Dolci (Sesana, 1924 - Partinico, 1997), il “Gandhi siciliano”, il quale si trasferisce nel 1952 a Trappeto con l’intento di promuovere il progresso locale.
Giunge a Trappeto nel freddo mese di gennaio del '52 "con trenta lire in tasca "'nu bellu jurnu co lu treno dell'una", vivrà per qualche giorno in una tenda in riva al mare, per poi ricevere ospitalità dalla famiglia Scardino. Agli amici, i quali serbavano nel cuore un buon ricordo del padre e chiedevano lui cosa fosse venuto a fare, risponderà che era venuto a "dare una mano, chiddi vulia fare com'era megghiu vivere da fratelli". 
Infatti, Danilo si integra facilmente nella comunità, dapprima imparando il dialetto del loco, lavorando poi come manovale e contadino. 
Decorsi pochi mesi dal suo trasferimento, con l’aiuto di diversi amici che aveva conosciuto nel periodo di Nomadelfia, riesce a comprare per “370.000 lire” circa due ettari di terreno siti su di un promontorio appena fuori dal paese in una località chiamata “Serro”, da subito rinominata Borgo di Dio. Successivamente, attraverso il sudore del proprio lavoro manuale, Danilo, alcuni pescatori e contadini, costruiranno la strada che porta al Borgo e una piccola casetta da utilizzare come sua abitazione e ricovero di tutti i bambini che vivevano nel "Vallone", ossia il quartiere vecchio di Trappeto, il quale era attraversato da una fogna a cielo aperto. Il racconto mette in luce la cruda realtà che Danilo scopre a Trappeto: una realtà soffocante, la stessa dove era nato il fenomeno della banda Giuliano. Da una analisi dettata dalle necessità comuni si rende conto che non esistono fognature, né vere strade e la vita si trascorre nel degrado: la disoccupazione è il pane quotidiano, la norma. I pescatori spesso tornano con le reti vuote per l’eccessivo abuso che i motopescherecci estranei alla zona perpetuano in quelle acque, utilizzando metodi di pesca fuorilegge, invasivi. I bambini non hanno luoghi di aggregazione sociale, confronto, animazione e ritrovo se non la strada, che consiste appunto nella fogna a cielo aperto. 
Nei dintorni non vi è la presenza di una farmacia. Danilo si scontra con un paesaggio abbandonato a se stesso, gli abitanti non sono consapevoli dei propri bisogni e, quindi, incapaci di cambiamento. Condivide con quei "poveri cristi" le loro miserie, e comincia a domandare e domandarsi come promuovere tale cambiamento. Di fronte alla morte per fame di un bambino, figlio della coppia Mimmo e Giustina Barretta, Danilo decide il 14 ottobre di iniziare un digiuno, proprio nel letto del piccolo, rendendo noto alle autorità ed alla stampa che fin quando "il paese non fosse stato tolto da quel baratro estremo" il digiuno sarebbe continuato. Ha così esordio la sua lotta nonviolenta, con l'intento di indurre all'autoanalisi popolare (Maieutica reciproca); pian, piano, lascia emergere dalla coscienza collettiva la consapevolezza del malessere e del bisogno di cambiare, sinora accettato. Ottiene poi il finanziamento di un cantiere-scuola per la copertura del "vallone" delle acque di fogna che attraversa il centro di Trappeto. 
Il racconto poi prosegue con altre vicende legate all'esperienza di Dolci, in particolar modo sono suggestive le descrizioni, riportate dall’autrice nelle ultime pagine, dei pescatori intorno alla costruzione del centro del Borgo di Dio, poiché capaci di fornire immagini chiare dell’intento trasformativo, a partire dall’educazione: "Dopo Danilo ci dette a li picciriddi li strumenti cu tuttu u materiale (linoleum) pe incidere e puro qualche cincu (cinque) stampe fatte da artisti. Allura Danilo cirisse como aviano a fare e iddi li cupiaro disignando co la matita e subito s'inzignarua incidere. Poi li picciriddi s'inniero soli in campagna e ognuno accuminciau a disignare pe cuntu r'iddu (per conto proprio). Chi disegnau sciure (fiore), chi le muntagne, cu pale de ficurinnia, cu erba e poi tornaro a casa e li ficero (incisero) cu li pennini e poi li stamparu cu lu gniosciu (inchiostro)”.

## Chiavi di lettura
La consapevolezza di un luogo dimenticato dallo Stato, una piccola comunità che versa in condizioni di povertà e assoluta miseria locale, portano ad un intervento dettato dalle necessità dei cittadini che via via si mostrano come necessità da colmare. L’approccio di Dolci è Maieutico: piuttosto che dispensare verità preconfezionate, egli ritiene che nessun vero cambiamento possa prescindere dal coinvolgimento, dall'esperienza e dalla partecipazione diretta degli interessati. La sua idea di progresso valorizza la cultura e le competenze locali, il contributo di ogni collettività e di ogni persona. Per tal motivo Dolci collega la sua modalità di operare alla maieutica socratica, seppur si tratti di reciprocità. 
Il suo intervento, si configura come un'opera di ricognizione, riconoscimento e rinforzamento (empowerment) delle persone, spesso escluse dal potere e dalle decisioni socio-politiche. 
A testimonianza di quanto raccontato poc'anzi, le riunioni animate da Dolci ne sono l'emblema: ciascuno si interroga, impara a confrontarsi nel dialogo con l'Altro, ad ascoltare e decidere. L'esperienza del Borgo di Dio resterà sempre un vivido esempio del potere rivoluzionario che si dischiude nel Desiderio di chi versa in condizioni di povertà, risvegliato da colui che è stato capace, attraverso un impegno sociale, nondimeno pedagogico e senso cristiano, di farlo emergere come sentimento collettivo di rinascita volto a migliorare la propria condizione comunitaria, a partire dall'educazione.

## Edizioni
- Due pescatori siciliani raccontano la storia del borgo di Dio, narrazione raccolta da Grazia Fresco; introduzione di Giuseppe Ricca, Ed. il Gallo, Genova 1954 (Milano, Tip. Staia)